# René Michlig
René Michlig (* 18. Januar 1980) ist ein ehemaliger Liechtensteiner Leichtathlet. Michlig hält den Liechtensteiner Rekord im Speerwurf mit 71,68 m und gewann die Games of the Small States of Europe 2007 in Monaco. 
Bis 2003 startete Michlig für die Schweiz und war Teilnehmer bei  den Olympischen Jugendspielen 1997 in Barcelona, wo er mit dem 7. Rang ein olympisches Diplom gewann. 1999 übertraf er mit 71,07 m den Schweizer U20-Rekord, den er bis 2013 innehatte. Gleichzeitig qualifizierte er sich für die U20-Europameisterschaften in Riga.